# Friedrich von Veterani
Friedrich von Veterani (n. cca. 1650, Ducatul Urbino – d. 21 septembrie 1695, Lugoj) a fost un conducător militar al armatei Imperiului habsburgic. A deținut gradul de Feldmarschall.

## Biografie
De naștere italian, Veterani probabil s-a alăturat armatei imperiale încă din fragedă tinerețe. Un document eliberat la 12 februarie 1682 îi menționează meritele și experiența de luptă. 
În timpul celei de-a doua asedieri a Vienei de către otomani, Veterani a apărat împreună cu un corp de 1000 de cuirasieri unul dintre podurile de peste Dunăre.
În războiul dintre imperiali și otomani care a urmat, Veterani a participat la mai multe campanii. În 1684, pe când servea sub comanda lui Antonio von Caraffa, s-a distins în lupta pentru Neuhäusel, în care a reșit să elibereze mai multe regimente imperiale care fuseseră încercuite de către trupele lui Emmerich Thököly.
În anul următor, Veterani a avut o contribuție decisivă la cucerirea cetății Eperjes, ceea ce i-a adus înaintarea la 12 septembrie 1685 în gradul de Generalfeldwachtmeister.
În 1686 a avut o contribuție substanțială la cucerirea Seghedinului. La data de 13 iulie 1688 a fost înaintat la gradul de Feldmarschalleutnant, iar la scurt timp a pornit sub comanda marchizului de Baden de-a lungul malului drept al Dunării către Belgrad. 
În Bătălia de la Vidin din 1689 a fost rănit de un glonte de muschetă și a primit comanda cetății Nissa, pe care a apărat-o cu succes de mai multe atacuri. La 16 august 1690 a fost înaintat în gradul de general de cavalerie. Anul următor a predat comanda cetății lui Guidobald von Starhemberg și s-a alăturat armatei principale a marchizului de Baden, în ale cărui perioade de absență a deținut însăși comanda supremă. 
În 1691 Veterani a cucerit Lipova. După aceea, preocupare lui a fost apărarea Transilvaniei și zădărnicirea întreprinderilor turcești la Dunăre. Veterani l-a mandatat pe căpitanul d´Arnau să cerceteze peștera cunoscută până atunci drept „Piscabara”, să o ocupe și să o fortifice. La capătul lunii martie, peștera a fost atacată de către o armată turcească. Primele atacuri ale vaselor otomane au fost respinse, dar după un asediu de 45 de zile, trupele imperiale au fost nevoite să predea peștera dușmanilor. Numită în onoarea lui Veterani, peștera a devenit inaccesibilă în urma construirii barajului de la Porțile de Fier I.
În continuare, Veterani s-a ocupat de apărarea Transilvaniei și Banatului. A fortificat orașele Orșova și Caransebeș. La 17 mai 1694, împăratul Leopold I l-a înaintat la gradul de Feldmarschall. În septembrie 1695 a avut loc Bătălia de la Lugoj, în care Veterani i-a înfruntat pe otomani cu șapte regimente de cavalerie (circa 6500 de oameni) și cu 800 de infanteriști. Imperialii erau depășiți numeric de mai mult de zece ori, iar Veterani a fost rănit. Deși soldații săi au încercat să-l ia de pe câmpul de luptă, au fost ajunși din urmă de turci. Veterani a fost decapitat, iar capul a fost prezentat sultanului Mustafa al II-lea, care a poruncit ca Veterani să fie îngropat unde murise.